# Rogier Meijer
Rogier Meijer (Doetinchem, Países Bajos, 5 de septiembre de 1981) es un exfutbolista neerlandés que jugaba como centrocampista. Actualmente es asistente técnico de Erik ten Hag en el Bayer Leverkusen de la Bundesliga (Alemania).

## Carrera
En su juventud, Rogier jugó en las divisiones inferiores de los equipos VIOD, SV Babberich, Bennekom y Zelhem. Pero fue con el De Graafschap donde debutó en la mayor categoría del fútbol en la división Eerste Divisie.

### Último descenso
En el último descenso, cuando Rogier estaba desconsolado sentado en el campo de fútbol, su hija con la camiseta del club entra a consolarlo. El vídeo de ese momento fue noticia y recorrió el mundo.

## Estadísticas
| Temporada | Club          | País         | Liga           | Partidos | Goales |
| --------- | ------------- | ------------ | -------------- | -------- | ------ |
| 2005/06   | De Graafschap | Países Bajos | Eerste Divisie | 35       | 2      |
| 2006/07   | De Graafschap | Países Bajos | Eerste Divisie | 32       | 0      |
| 2007/08   | De Graafschap | Países Bajos | Eredivisie     | 26       | 0      |
| 2008/09   | De Graafschap | Países Bajos | Eredivisie     | 32       | 0      |
| 2009/10   | De Graafschap | Países Bajos | Eerste Divisie | 34       | 1      |
| 2010/11   | De Graafschap | Países Bajos | Eredivisie     | 30       | 1      |
| 2011/12   | De Graafschap | Países Bajos | Eredivisie     | 36       | 0      |
| 2012/13   | De Graafschap | Países Bajos | Eredivisie     | 5        | 0      |
| Total     |               |              |                | 238      | 4      |

Última actualización: Oct 02, 2012